# Miklós László

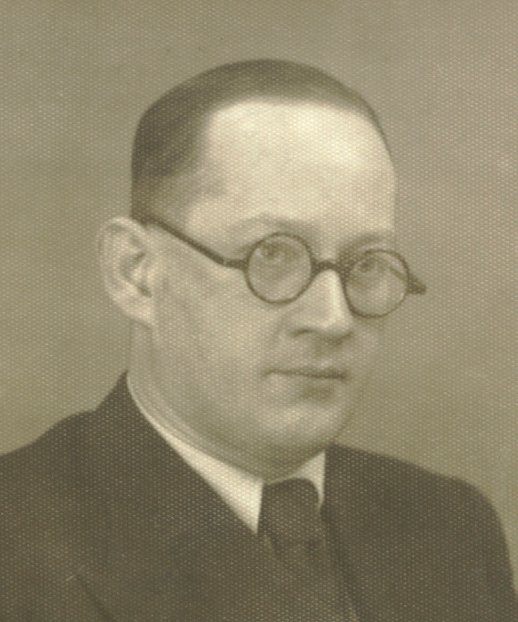
Miklós László (1937)

Miklós László, auch Nikolaus László, (* 20. Mai 1903 als Nicholaus Leitner in Budapest; † 19. April 1973 in Astoria, Queens, New York City) war ein ungarischer Dramatiker.

## Leben
Miklós László wurde als Nicholaus Leitner in eine deutsch-jüdische Familie in Budapest im damaligen Österreich-Ungarn geboren, später wurde der in Ungarn typischere Nachname László gewählt. In den 1930er-Jahren konnte er sich in Ungarn einen Namen als Dramatiker machen und 1937 wurde ein erstes seiner Theaterstücke unter dem Titel Úrilány szobát keres verfilmt. 
Aufgrund der sich abzeichnenden Bedrohung durch den Nationalsozialismus emigrierte er und erreichte 1938 die Vereinigten Staaten. An der New Yorker Uper East Side gründete er zunächst einen Club und schließlich 1941 ein angeschlossenes Theater, das Fészek Theatre. Hierdurch wurde László zu einer wichtigen Person in der ungarischen Gemeinschaft in New York.
In den USA wurden einige seiner Stücke in größerem Rahmen aufgeführt, beispielsweise St. Lazar's Pharmacy mit Miriam Hopkins. Einige Zeit arbeitete er als Drehbuchautor bei Metro-Goldwyn-Mayer. László nahm die US-amerikanische Staatsbürgerschaft an und lebte in den USA bis zu seinem Tod im Jahr 1973, er hinterließ seine Ehefrau Florence.

## Werk
Nachhaltige Bekanntheit erreichte er vor allem durch seine bereits in Ungarn geschriebene Komödie Parfümerie (ungarischer Titel Illatszertár) über das Leben der Mitarbeiter eines Ladens in Budapest. Dieses wurde 1940 von Ernst Lubitsch als Rendezvous nach Ladenschluß erfolgreich verfilmt, weitere Neuverfilmungen entstanden 1949 (als Musical Damals im Sommer) und 1998 (als modernisierte Verfilmung e-m@il für Dich), zudem basiert das 1963 uraufgeführte Musical She Loves Me auf Lászlós Stück. 
Ein weiteres erfolgreiches Stück, das in Ungarn preisgekrönt wurde, war die Komödie Der glückliche Mensch, das zum Zeitpunkt von Lászlós Tod in 26 Ländern aufgeführt worden war. 1948 lieferte er die Geschichte zu dem Kinofilm Big City unter Regie von Norman Taurog. Mehrere seiner Stücke sind im deutschsprachigen Raum antiquarisch zu erhalten.